# Alfred Rosenthal (Jurist)
Alfred Rosenthal (geboren 13. Februar 1875 in Moers, Deutsches Reich; gestorben 6. September 1955 in Mar del Plata, Argentinien) war ein deutscher Jurist und Verfasser mehrerer, vorwiegend juristischer Werke, unter anderem zum Wettbewerbsrecht. 1933 musste er aus Deutschland emigrieren.

## Leben
Alfred Rosenthal wurde im Jahr 1875 im niederrheinischen Moers geboren. Im Anschluss an seine juristische Ausbildung und Promotion wirkte er zunächst als Rechtsanwalt in Hamburg und dann bis 1933 als Rechtsanwalt am Kammergericht Berlin.
Infolge des Berufsbeamtengesetzes verlor Rosenthal seine Stelle und musste 1933 aus Deutschland emigrieren. Er flüchtete zunächst in die Niederlande und dann nach Argentinien, wo er bis zu seinem Tod im Jahr 1955 in dem Seeort Mar del Plata in der Provinz Buenos Aires lebte.
Rosenthal verfasste mehrere Werke zu rechtswissenschaftlichen und anderen Themen. Sein Kommentar zu dem im Jahr 1909 reformierten Gesetz gegen den unlauteren Wettbewerb erschien von 1909 bis 1930 in acht Auflagen. Eine neunte Auflage seines Kommentars erschien 1969 in einer Bearbeitung des deutsch-niederländischen Juristen und Holocaust-Überlebenden Ernst Leffmann.

## Schriften (Auswahl)
- Reichsgesetz gegen den unlauteren Wettbewerb vom 7. Juni 1909, Kommentar, 1. Aufl. Mannheim: Verlag Bensheimer 1909 bis 8. Aufl. Berlin: Verlag Vahlen, 1930. Die 1. und 2. Auflage des Kommentars verfasste Rosenthal zusammen mit Edgar Werner.
- Die Unterlassungsklage. Eine Übersicht für den Praktiker, München, Berlin und Leipzig: Verlag de Gruyter, 1916
- Der Weg aus dem weltpolitischen Chaos, Buenos Aires: Verlag Fenix, 1949
- Das Ende des erträumten Weltfriedens. Richtlinien für Politik und Regierungskunst, Buenos Aires: Verlag Fenix, 1951